# MATRIX projekt
A M.A.T.R.I.X. projekt a régészetoktatóknak szolgál információforrásként, gondolatokat és oktatási segédanyagokat jelentet meg a világhálón. Az egyesült államokbeli egyetemi oktatókat kívánja támogatni a régészet területén. A betűszó a projekt jelszavára utal: Making Archaeology Teaching Relevant in the Twentieth Century azaz tegyük a régészet oktatását a huszonegyedik század számára relevánssá.

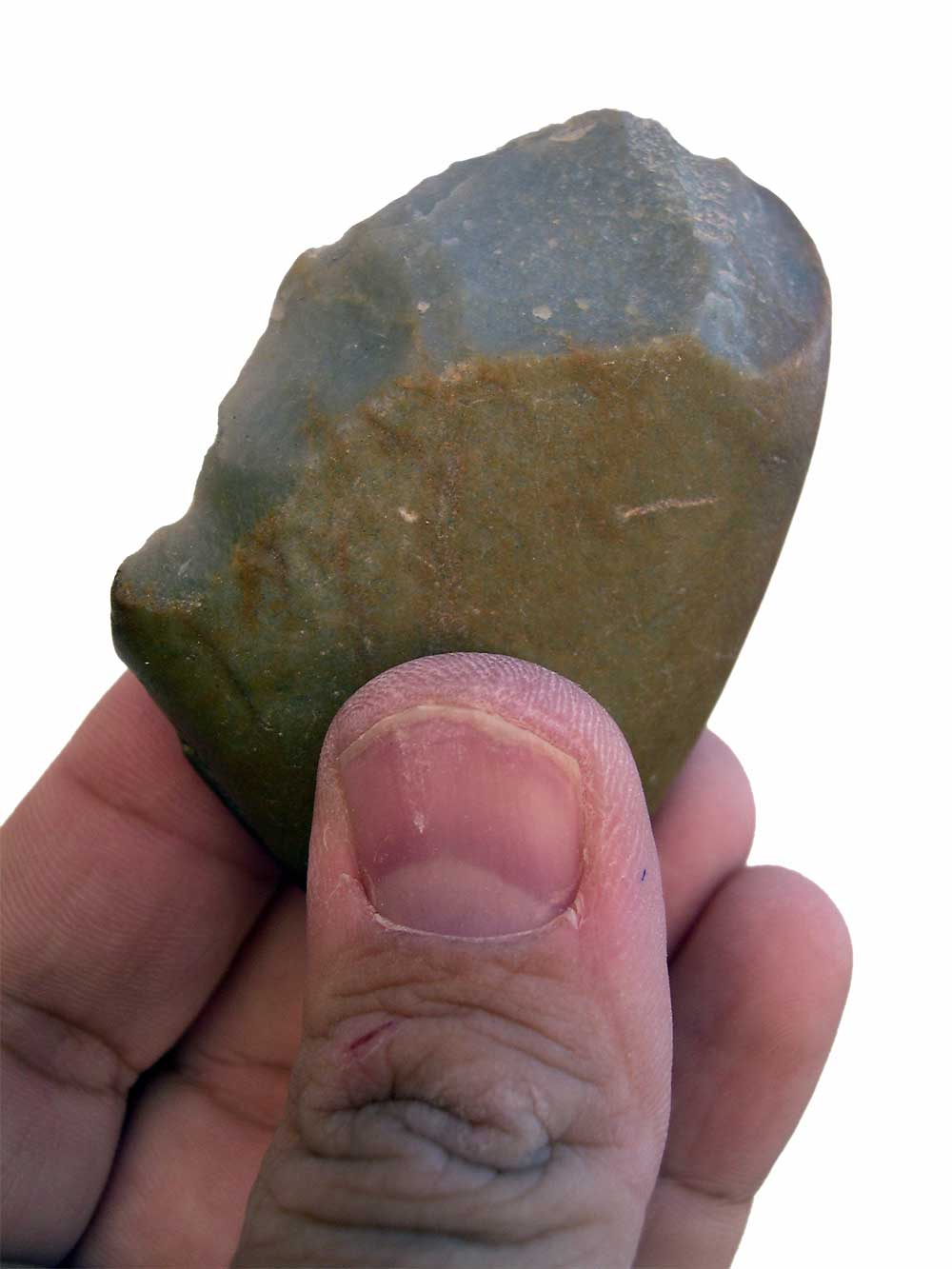

Harminc, ennek a célnak elkötelezett régész alapította a National Science Foundation (Nemzeti Tudományos alap) keretében, és nyolc felsőfokú intézmény oktatói fejlesztették ki a benne található anyagokat.
Az anyagok nem távtanulás céljából, hanem az előadások és szemináriumok segédanyagaként készültek, a teljesség igényével. Az előadás szövegétől kezdve a bibliográfián és vitatémán keresztül a vizsgatémákig minden megtalálható benne, az anyagokat az oktatásban előzőleg kipróbálják. Az egyes kurzusok tervezői a bevezetőkben célkitűzéseikről és a segédanyagok felhasználásában nyert tapasztalataikról is beszámolnak.
A projekt nyitott a felhasználók részéről érkező javaslatokra és kritikákra.
Az anyagok jelenleg (2007) csak angol nyelven elérhetőek, a spanyolra fordítás folyamatban van.